# 反離脱連邦決議
反離脱連邦決議（はんりだつれんぽうけつぎ、Anti-Secession Ordinance）は、南北戦争勃発直前の1861年にニューヨーク州議会で可決された決議である。 
リンカーン政権に対し、南部諸州の連邦離脱を許さないよう求めたものである。
2005年、中国政府は反分裂国家法を制定する際、このときのニューヨーク州議会の反離脱連邦決議を引用していた。 この決議は中国の法律学や有力な世論でも連邦法として扱われ、その後中国のメディアはほとんどが「反離脱連邦法」と呼んだが、この連邦法は全く存在しないと主張するメディアも存在する。

## 背景
アメリカ分裂の構造的な要素は、独立後に発生した。 1781年3月1日に発効した連合規約の第1条は、独立した州の連合体を「アメリカ合衆国」と名付け、第2条で「各州はその主権、自由、独立、およびこの連合によってアメリカ合衆国議会に明示的に与えられていないすべての権限、管轄権、権利を保持する」と規定した。 これは、アメリカ合衆国が統一された主権を持たない緩やかな連合体であり、議会が独立した国家の国際組織のようなものであったことを示唆している。 連邦制の法律がないため、アメリカでは統一を求める声が高まり、急進的な連邦主義者が立法を推し進めた。 1787年5月と7月、フィラデルフィアでの連邦憲法制定会議は、激論の末、連邦憲法が採択された。この7条の法律は、連邦を州の共同体ではなく、民族国家としての統一性を持たせるものだった。しかし、多くの点で、アメリカでは長年の国家連合の影響がそのまま残り、一般的な紛争の勃発を遅らせただけであった:p.109-110。
後年、米国が拡大するにつれ、西漸運動は北部と南部の州間の格差を拡大させることになった。 新しく開発された州を自由州にするか、奴隷州にするかで意見が分かれ、議会は黒人奴隷制の議論を禁じ、奴隷廃止提案は静かに棚上げにされた。1844年4月、アメリカはテキサス共和国を併合し、1848年2月には、メキシコから約120万エーカーの土地を接収した。 その後、サウスカロライナ州の州議会議員（奴隷所有支持者）ジョン・カルフーンは、連邦政府が獲得した新領土は各州の「共同・共有財産」であり、議会は他州の人々の権利を奪うことはできず、新領土で奴隷制度を実施するかどうかは新州の人々が決めることであると主張した。 議会には、それを「自由な土壌」と宣言する権限はなかった:p.111-114。
1850年3月、カリフォルニアが合衆国に加盟し、北部の自由州が南部の奴隷制国家を追い越すという出来事があった。 南部の奴隷所有者の代表であったジョン・C・カルホーンは、州権至上主義、平等な権利、住民自決という原則を唱え、カリフォルニアの自由州としての合衆国への加盟を拒否した。 このように、州が主権を持ち、合衆国連邦政府は州の人々によって作られ、憲章として与えられたものであり、各州は主権を持つと連邦から脱退する権限を持っていた:p.111-114。
1860年11月6日、奴隷制反対派のエイブラハム・リンカーンが大統領に選出されると、サウスカロライナは州議会を招集し、連邦離脱令を可決した最初の州となった。1861年2月初旬、フロリダ、ジョージア、アラバマ、ミシシッピ、ルイジアナ、テキサスがこれに続いた。 南部の分離独立を前に、北部諸州はおおむね国家統一に賛成していた。アメリカの北部の州は、ニューヨーク州の呼びかけに従って、国家分裂に反対していた。 1861年1月11日、ニューヨーク州議会は、ニューヨーク州裁判所から送られた反離脱連邦決議を自主的に可決し、アメリカ合衆国の統一を維持しようとする連邦政府の意志を支持した:p.111-114。

## 中国の立法：「反離脱連邦法」
2005年、中国政府は法曹界に反台湾独立法制定の可能性を探るよう呼びかけた。2005 年 3 月 8 日に開催された第1 期全人代常務委員会第3回会議において、王兆国副主席は、多くの学者を招き、 反分裂國家法草案の作成に参加させ、法律の専門家や台湾問題の専門家に意見を求め、その意見を述べた。 多くの討論会に参加した北京大学法学院の饒戈平教授は、国際法の観点から香港に関する法律問題を研究し、シンポジウムでは、米国の反離脱連邦法を参考に、国内統一法を制定することも可能であると述べた。
国際先駆導報は、中国が南北戦争前に奴隷制を敷く南部諸州の独立を阻止するために同様の法律を制定した米国の経験を参考にしたのか、と質問した。饒戈平は記者団に対し、「反分裂法は中国だけのものではない」と語った。1861年、アメリカ南北戦争の勃発を前に、アメリカは独立を目指す南部11州に対し、「反離脱連邦法」を制定した。 この法律は、連邦法という形で、すべての連邦管轄区域で効力を持ち、アメリカ連合国が南部で奴隷制を主張する11州に対して武力を行使するための法的根拠となるものであった。 また、饒は中国の反分裂の定義に用いられている用語も「Anti-Secession」であることを強調し、中国が立法作業のレベルで米国の関連法を参照したことを示す状況証拠であると考える。
2005年3月14日、第10期全国人民代表大会第3回会議が始まり、最終投票が行われ、その中で「反分裂国家法」が可決された。 この法律の成立は熱狂的な拍手で迎えられ、その後、中華人民共和国国家主席の胡錦濤が署名した。
会議に参加した代表者たちは、「投票するとき、心の中で太鼓をたたくようだった」というほど厳粛な雰囲気だったが、反分裂国家法の翻訳をめぐって論争になった。 台湾側は、「反分裂」の英訳は、中国側が使っている「Anti-Secession Law」ではなく、「Anti-Separation Law」であるべきだと考えている。全国人民代表大会副議長の周宏宇は、中国側が翻訳する際に、米国の反離脱連邦法に言及したことを説明した。 周は、この提案の初期の提案者の一人として、この翻訳では米国が何も言えなくなると考え、台湾の反応も正しい命名を示しているとし、次のように述べている。
| 「 | これは、アメリカの反離脱連邦法と対になる法律がAnti-Secession Actなので、分離独立を意味するSecessionも使っているのです。 | 」 |

2005年3月14日、温家宝は北京の人民大会堂で開かれた国際記者会見で、メディアからの質問に答えた。 台湾の年代電視台のレポーターを抜いた後、CNNのレポーターから質問された。
| 「 | 反分裂国家法"によれば、中国は非平和的な手段をとる権利を有するとされていますが、何をもって非平和的とするのか、説明していただけますか？ もし中国がより広い紛争に直面し、米国が関与している場合、中国はそのような状況で勝てる軍隊を作る必要があるのでしょうか？ | 」 |

温家宝は、台湾問題は純粋に中国の国内問題であると答え、アメリカの同様の法律を例に挙げた。
| 「 | ジャーナリストさん、あなたの国で1861年に制定された2つの分裂防止法を調べてみてください、同じものです。 そして、南北戦争がありました。 そうならないようにしたい。 | 」 |

### 中国政府の宣伝
環球時報はその様子を生々しく描写している。19世紀半ば、アメリカ南部ではプランテーションによる黒人奴隷制度が導入され、両者は対立を深めていった。1832年11月、サウスカロライナの頑迷な人々は連邦からの分離独立を議論し始めた。 リンカーンが大統領に選ばれた後、サウスカロライナ州議会は議論を呼びかけ、169人の代議員が何の議論もなく45分で分離独立法を可決してしまったのだ。 1860年末から1861年2月初めにかけて、サウスカロライナ、フロリダ、ジョージア、アラバマ、ミシシッピ、ルイジアナ、テキサスの7州が連邦からの脱退を宣言した。国の分裂を目前にして、北部諸州のアメリカ国民は連邦政府を支持するために立ち上がりました。 1861年1月11日、ニューヨーク州議会は「反離脱連邦法」を可決し、まもなくアメリカ合衆国大統領もこれを承認した。 この法律は、次のように書かれていた。
| 「 | ニューヨーク州の法廷は統一の価値をよく理解しており、国の統一を損なわずに維持することを決意している......統一は合衆国国民に繁栄と幸福を与えてきた。 私たちの神聖な名誉です。 | 」 |

| 「 | メリーランド、バージニア、ノースカロライナ、ケンタッキー、ミズーリ、テネシーの市民と代表者は、比類なき勇気と愛国心をもって、国の統一のために立ち上がり、分離独立への転落に抵抗したのだから、全アメリカ国民の感謝と賞賛に値する。 | 」 |

また、環球時報は、リンカーン大統領を反離脱連邦法の精神に基づく実践者として挙げている。
| 「 | リンカーンは就任演説で、『反離脱連邦法』の精神を再確認した。 彼は、「いかなる州も、自らの発意のみによって連邦から合法的に離脱することはできない。そのためになされたすべての決議と行為は法的に無効であり、いかなる州も、あるいはいかなる州も、合衆国の当局に対する暴力行為は、状況に応じて反乱とみなされる...連邦は、憲法と法律によって分裂することはない」と述べた。 リンカーンの言葉は、分離独立反対闘争のラッパを鳴らし、4月12日、南部の反乱軍が北部軍を攻撃して、アメリカ南北戦争が勃発した。 | 」 |

2007年、在米中国大使館は人民日報が論説を掲載した。 陳水扁政権が行った国連に加盟する国民投票に反論し、米国の反離脱連邦法を引き合いに出した記事である。
| 「 | 米国では、1860年代に成立した『反離脱連邦法』に加え、すべての国民が「忠誠の誓い」で「私は、アメリカ合衆国国旗とそれが象徴する共和国に忠誠を誓い、神の下の分割できない一つの国家、それによってすべての人は自由と正義を享受します」と暗唱しなければならないことになっています。 | 」 |

### メディアコメント
反分裂国家法の成立は中国国内で高く評価され、特に温家宝は記者会見で「米国の統一法を参考にした」と述べ、世論から広く賞賛された。 中国の大手メディアは、特に「反離脱連邦法」を引用し、悪用して宣伝するようになった。 また、メディアだけでなく学者も、中国の反分裂国家法と米国の反離脱連邦法の違いを比較する論文を発表している。
マカオの新華澳報は、中国の新法といわゆるアメリカ法の両方を司法の道具と表現し、翻訳に使われた文言を称賛している。中国政府は、米国政府に反分裂国家法を紹介する際、「分裂」を「SECESSION」と訳したが、これは南北戦争で分離独立や反逆に使われた言葉と同じで、中国の反分裂国家法が、栄光の歴史にある反離脱連邦法と同じ正義の剣であることを強調している」と評された。
端伝媒が深く調べたところ、一番近いアメリカの法律は「暴動法」（Insurrection Act）であることが分かった。 論文『中国の反分裂国家法と米国の反離脱連邦法との比較研究』の2005年版では、長大な論文で反離脱連邦法の条項を全く引用していない。 しかし、端伝媒のコラムニストの時清也は、統一における中国の物語上のジレンマを解決するために米国法を借用しなかったことは、清国の退位勅令によっても解決かもしれないと述べた。